# Silverwood Theme Park
Koordinaten: 47° 54′ 31″ N, 116° 42′ 18″ W
Silverwood Theme Park ist ein US-amerikanischer Freizeitpark in Athol, Idaho, der am 20. Juni 1988 von Gary Norton eröffnet wurde, der den Park auch heute noch betreibt.

## Liste der Achterbahnen

### Bestehende Achterbahnen
| Name          | Typ                                  | Hersteller                    | Eröffnungsjahr | Bemerkungen | Weblinks |
| ------------- | ------------------------------------ | ----------------------------- | -------------- | --- | -------- |
| Aftershock    | Inverted Coaster, Shuttle Coaster    | Vekoma                        | 2008           | Ursprünglich 2001 als Déjà Vu in Six Flags Great America eröffnet und befand sich dort noch bis 2007.                                                                                       |          |
| Corkscrew     | Stahlachterbahn mit Inversionen      | Arrow Dynamics                | 1990           | Ursprünglich 1975 in Knott’s Berry Farm als Corkscrew eröffnet und fuhr dort noch bis 1989.                                                                                                 |          |
| Krazy Koaster | Spinning Coaster, Familienachterbahn | SBF Visa Group                | 2014           | |          |
| Stunt Pilot   | Single-Rail Coaster                  | Rocky Mountain Construction   | 2021           | |          |
| Timber Terror | Holzachterbahn                       | Custom Coasters International | 1996           | Im Eröffnungsjahr war der Name Grizzly, der allerdings in Timber Terror geändert wurde, da es in den Parks Kings Dominion und California’s Great America gleichnamige Holzachterbahnen gab. |          |
| Tiny Toot     | Powered Coaster, Familienachterbahn  | Zamperla                      | 1998           | |          |
| Tremors       | Twister-Holzachterbahn               | Custom Coasters International | 1999           | |          |

### Geschlossene Achterbahnen
| Name    | Typ              | Hersteller     | Eröffnungsjahr | Schließungsjahr | Bemerkungen            | Weblinks |
| ------- | ---------------- | -------------- | -------------- | --------------- | ---------------------- | -------- |
| Coaster | Kinderachterbahn | Molina & Son’s | 1991           | unbekannt       | Erstmals 1958 erwähnt. |          |